# Ja'net DuBois
Ja'net DuBois (Brooklyn - New York, 5 augustus 1932 – Glendale (Californië), 17 februari 2020), geboren als Jeannette Theresa DuBois, was een Amerikaanse actrice, zangeres en songwriter.

## Biografie
DuBois werd geboren in de borough Brooklyn van New York, en is later naar Californië verhuisd om zich meer toe te leggen op het acteren.
DuBois begon in 1966 met acteren in de film A Man Called Adam. Hierna heeft ze nog meerdere rollen gespeeld zoals Roots: The Next Generations (1979), Good Times (1974-1979), Heart Condition (1990), The Golden Palace (1992-1993), The Wayans Bros. (1996-1998), Charlie's Angels: Full Throttle (2003) en The PJs (1999-2001).
DuBois had twee kinderen, en na haar overlijden op 17 februari 2020  werd ze begraven in Forest Lawn Memorial Park (Glendale).

## Prijzen
- 1998 Image Award in de categorie Beste Gast Actrice in een Tv-Serie met de televisieserie Touched by an Angel - genomineerd.
- 1999 Emmy Award in de categorie Beste Voice-over Optreden met de tv-animatieserie The PJs – gewonnen.
- 2001 Emmy Award in de categorie  Beste Voice-over Optreden met de tv-animatieserie The PJs – gewonnen.
- 2003 Sacramento GAFFERS[1] in de categorie Lifetime Tribute Award – gewonnen
- 2006 Tv Land Award in de categorie Impact Award met de televisieserie Good Times – gewonnen.

## Filmografie

### Films
Selectie:
- 2003 Charlie's Angels: Full Throttle – als moeder van Bosley
- 1990 Heart Condition – als mrs. Stone

### Televisieseries
Uitgezonderd eenmalige gastrollen.
- 2000 – 2004 As Told by Ginger – als mrs. Patterson (stem) – 5 afl. (animatieserie)
- 1999 – 2001 The PJs – als mrs. Avery (stem) – 43 afl. (animatieserie)
- 1996 – 1998 The Wayans Bros. – als oma Ellington – 10 afl.
- 1992 – 1993 The Golden Palace – als Louise Wilson – 2 afl.
- 1974 – 1979 Good Times – als Willona Woods – 133 afl.
- 1979 Roots: The Next Generations – als Sally Harvey – miniserie
- 1970 – 1972 Love of Life – als Loretta Allen - ? afl.

### Werk opBroadway
- 1964-1966 Golden Boy - als Anna
- 1963-1964 Nobody Loves an Albatross - als Sarah Washington
- 1960 The Long Dream - als inwoner van Clintonville / Vera Mason (understudy

## Soundtrack

### Songwriter
- 2017 Mystery Science Theater 3000: The Return - televisieserie - Movin' On Up (naam lied) - Starcrash ( aflevering)
- 2016 Norman Lear: Just Another Version of You - documentaire - Movin' On Up
- 2012 Chelsea Lately - televisieserie - Movin' On Up - afl. 6.149
- 2011 The Tonight Show with Jay Leno - televisieserie - Movin' On Up - afl. 19.190
- 2011 Late Night with Jimmy Fallon - televisieserie - Movin' On Up - Larry the Cable Guy/Uncharted 3/Paul Williams
- 2010 Lottery Ticket - film - Whoa Now
- 2010 The Office - televisieserie – Movin' On Up – St. Patrick's Day
- 2008 Tropic Thunder - film - Movin' On Up
- 2008 The X-Files: I Want to Believe - film - Movin' On Up
- 2006 Little Man - film – Movin' On Up
- 2008 Garfield: A Tail of Two Kitties - film - Movin' On Up
- 2005 The King of Queens - Movin' On Up – Black List
- 2004 The Cookout - film – Whoa Now
- 2004 The Simpsons - televisieserie- Movin’ On Up – Milhouse Doesn't Live Here Anymore
- 2000 Hanging Up - televisiefilm - Movin' On Up
- 2000 Next Friday - film - Movin' On Up
- 1998 Senseless - film - Movin' On Up
- 1993 Who’s the Man? - film - Movin' On Up
- 1992 Basic Instinct - film - Movin' On Up
- 1976 Good Times - televisieserie – Just Let Me Love You – The Judy Cohen Story

### Zangeres

#### Zangeres voor tv
- 2008 The X-Files: I Want to Believe - film - Movin' On Up
- 2005 Everybody Hates Chris - televisieserie - Movin' On Up – Everbody Hates Halloween
- 2004 The Cookout - film – Whoa Now
- 2004 The Simpsons - televisieserie - Movin' On Up – Milhouse Doesn't Live Here Anymore
- 2000 Hanging Up - film - Movin' On Up
- 1998 Senseless - film - Movin' On Up
- 1978 Good Times - televisieserie – Steam Heat – The Travelin Christmas
- 1978 Good Times - televisieserie – As Long As He Needs Me – That's Entertainment, Evans Style
- 1978 Good Times - televisieserie – For Once In My Life – That’s Entertainment, Evans Style
- 1976 Good Times - televisieserie – Stop! In the Name of Love – ‘’The Rent Party

#### Zangeres (album)
- Moving' On Up to Meet Jesus
- The Second We Touch
- Yellow Bird
- Love Take a Walk
- Empty Space
- I Had No Idea
- Left's Just Dance
- Is That a Way
- If You Want My Love
- Don’t Let It Be Me
- Me Myself and I
- I Had to Be a Star
- Give Thanks
- Movin' On Up to the East Side

- International Standard Name Identifier: 0000 0004 6180 1899
- Library of Congress Control Number: nr00000537
- MusicBrainz: b1d9ffd8-2c99-42ec-a16e-533c3560a6ed
- Nationale Bibliotheek van Israël: 987007446860105171
- Virtual International Authority File: 76151219
- WorldCat: E39PBJk8WxMWGKXGPd9yGB8V4q